# Condylocuna torquata
Condylocuna torquata är en musselart som först beskrevs av Marwick 1928.  Condylocuna torquata ingår i släktet Condylocuna och familjen Condylocardiidae. Inga underarter finns listade i Catalogue of Life.